# 쿠르트 게르슈타인
쿠르트 게르슈타인 (Kurt Gerstein, 1905년 8월 11일 ~ 1945년 7월 25일) 은 독일의 친위대 장교이자 무장 친위대 위생학 연구소의 구성원으로, 베우제츠 (Belzec) 와 트레블링카 (Treblinka) 에 있는 나치 절멸 수용소에서 대량 학살을 목격하였다. 전하는 바에 의하면 그는, 스웨덴의 외교관 예란 본 오테르 (Göran von Otter) 와 접촉했을 뿐만 아니라, 교황 비오 12세를 포함한 로마 가톨릭교회의 일원들과도 접촉하여 국제 사회에 홀로코스트에 대해 알리고자 하였다. 1945년에는 홀로코스트에 관한 이른바 게르슈타인 보고 (Gerstein Report)를 썼으며, 후에 자살로 생을 마감하였다.
2002년에는 그를 주인공으로 한 영화인 아멘. (Amen.) 이 개봉되기도 했다.